# Camillo Rizzi
Camillo Rizzi o Ricci (Ferrara, 1590 – Ferrara, 1626) è stato un pittore italiano del periodo rinascimentale, attivo principalmente a Ferrara. Fu allievo del pittore Ippolito Scarsella.

## Biografia
Nato a Ferrara, fu principalmente attivo nella produzione di pale d'altare per le chiese di Ferrara, tra cui un San Vincenzo e Santa Margherita per la cattedrale; un'Annunciazione per la chiesa di Santo Spirito; e il suo soffitto nella chiesa di San Niccolò, che rappresenta in ottantaquattro scomparti la Vita e i miracoli di San Niccolò. Ricci morì a Ferrara.